# Stazione di Chiuro
Stazione di Chiuro vasútállomás Olaszországban, Lombardia régióban, Chiuro településen.

## Vasútvonalak
Az állomást az alábbi vasútvonalak érintik:
- Tirano–Lecco-vasútvonal

## Kapcsolódó állomások
A vasútállomáshoz az alábbi állomások vannak a legközelebb:
- Stazione di Ponte in Valtellina
- Stazione di San Giacomo di Teglio